# Club Sport La Libertad
El Club Sport La Libertad és un club costa-riqueny de futbol de la ciutat de San José.
Va ser fundat el 1905, essent un dels primers clubs de futbol del país. Fou sis cops campió nacional entre 1925 i 1946. Baixà a segona divisió el 1960.

## Palmarès
- Lliga costa-riquenya de futbol:[5]
  - 1925, 1926, 1929, 1934, 1942, 1946

- Segona Divisió:
  - 1922, 1923, 1930, 1933, 1934, 1939

- Copa costa-riquenya de futbol:
  - Copa Benguria 1925, Copa Federación 1929, Copa Cafiaspirina 1933, Copa Olímpica 1934, Copa Gambrinus 1934, Copa White Horse 1935, Copa Cocomalt 1937